# Leptotrichus naupliensis
Leptotrichus naupliensis là một loài chân đều trong họ Porcellionidae. Loài này được Verhoeff miêu tả khoa học năm 1901.